# Tompojevci
Tompojevci est un village et une municipalité située dans le comitat de Vukovar-Syrmie, en Croatie. Au recensement de 2001, la municipalité comptait 1 999 habitants, dont 59,08 % de Croates, 18,31,08 % de Ruthènes, 10,11 % de Serbes et 9,65 % de Hongrois ; le village seul comptait 409 habitants.

## Localités
La municipalité de Tompojevci compte 6 localités :
- Berak
- Bokšić
- Čakovci
- Grabovo
- Mikluševci
- Tompojevci